# حامل اللواء
حامل اللواء، ويعرف أيضا باسم البيرقدار وحامل العلم وعلم دار. وهي وظيفة هامة عسكريا لأن سقوطه يعتبر مؤشرا على التراجع أو الهزيمة.